# Xylocopa pilosa
Xylocopa pilosa är en biart som beskrevs av Heinrich Friese 1922. Xylocopa pilosa ingår i släktet snickarbin, och familjen långtungebin. Inga underarter finns listade i Catalogue of Life.